# Elección presidencial de El Salvador de 1919
La elección presidencial de El Salvador de 1919 fue llevada a cabo entre el 12 y 14 de enero de 1919. En ella, Jorge Meléndez derrotó a Pío Romero Bosque y a Arturo Araujo fue elegido presidente del país; mientras que como vicepresidente fue elegido Alfonso Quiñónez Molina, que para entonces ejercía como presidente interino.

## Proceso de Elecciones
Debido al fallecimiento de Carlos Melendez en 1918, se convocaria a la elección presidencial en donde su hermano Jorge Melendez lo sustituiria para el cargo presidencial, Melendez compitiò contra Pio Romero Bosque y Arturo Araujo, sin embargo Alfonso Quiñonez procedia como presidente provisional tras el fallecimiento de Carlos Melendez. 
Sin embargo tanto Quiñonez como Bosque lograrian la presidencia en la elección de 1923 junto con la elección de 1927 y Araujo lograría la victoria en la elección de 1931, interrumpiendose en un golpe de Estado por el entonces director de la Escuela Militar Maximiliano Hernández Martínez que fungiria como presidente unos años más tarde.